# 陸軍兵工整備發展中心

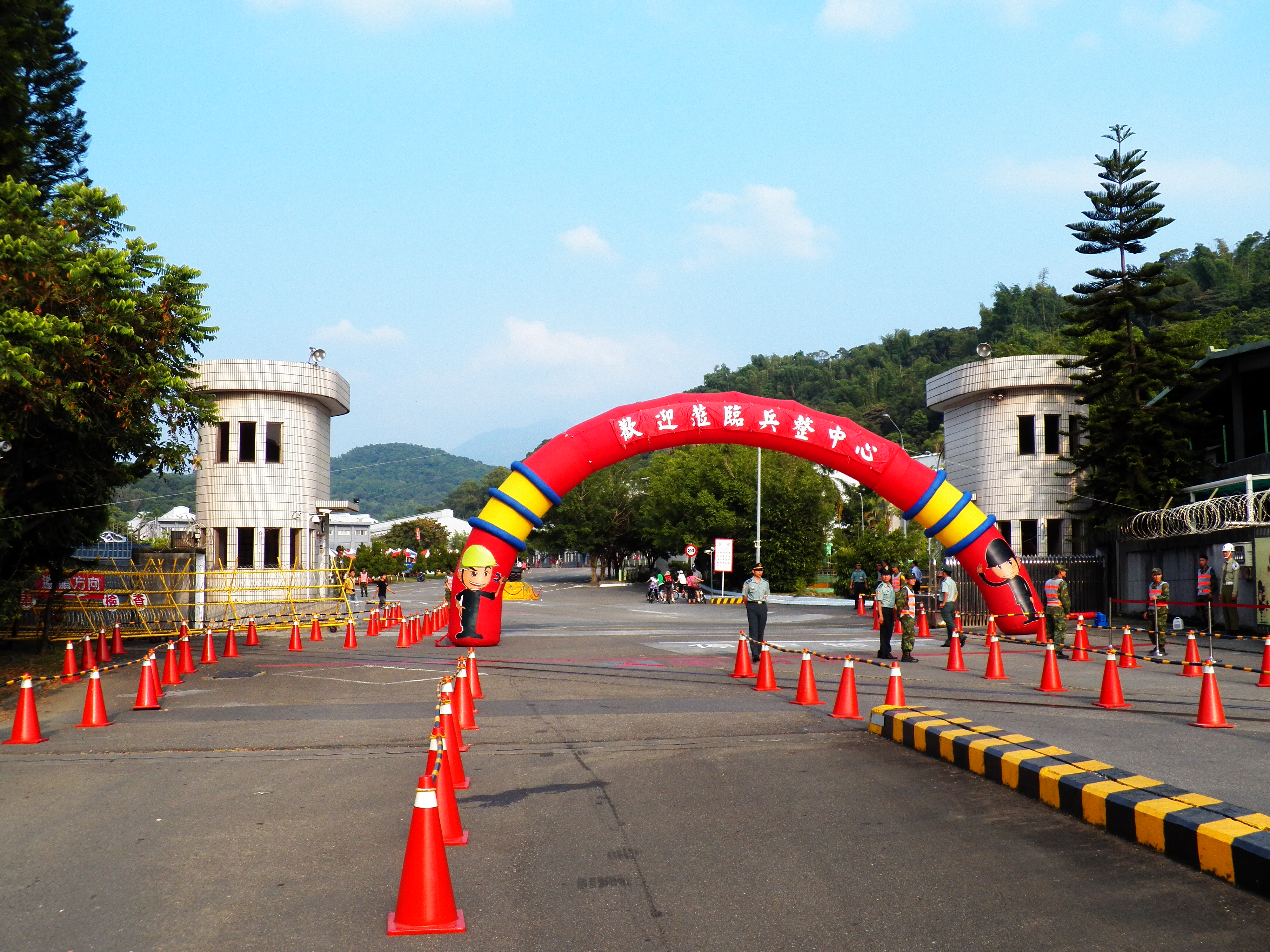
兵整中心正門。

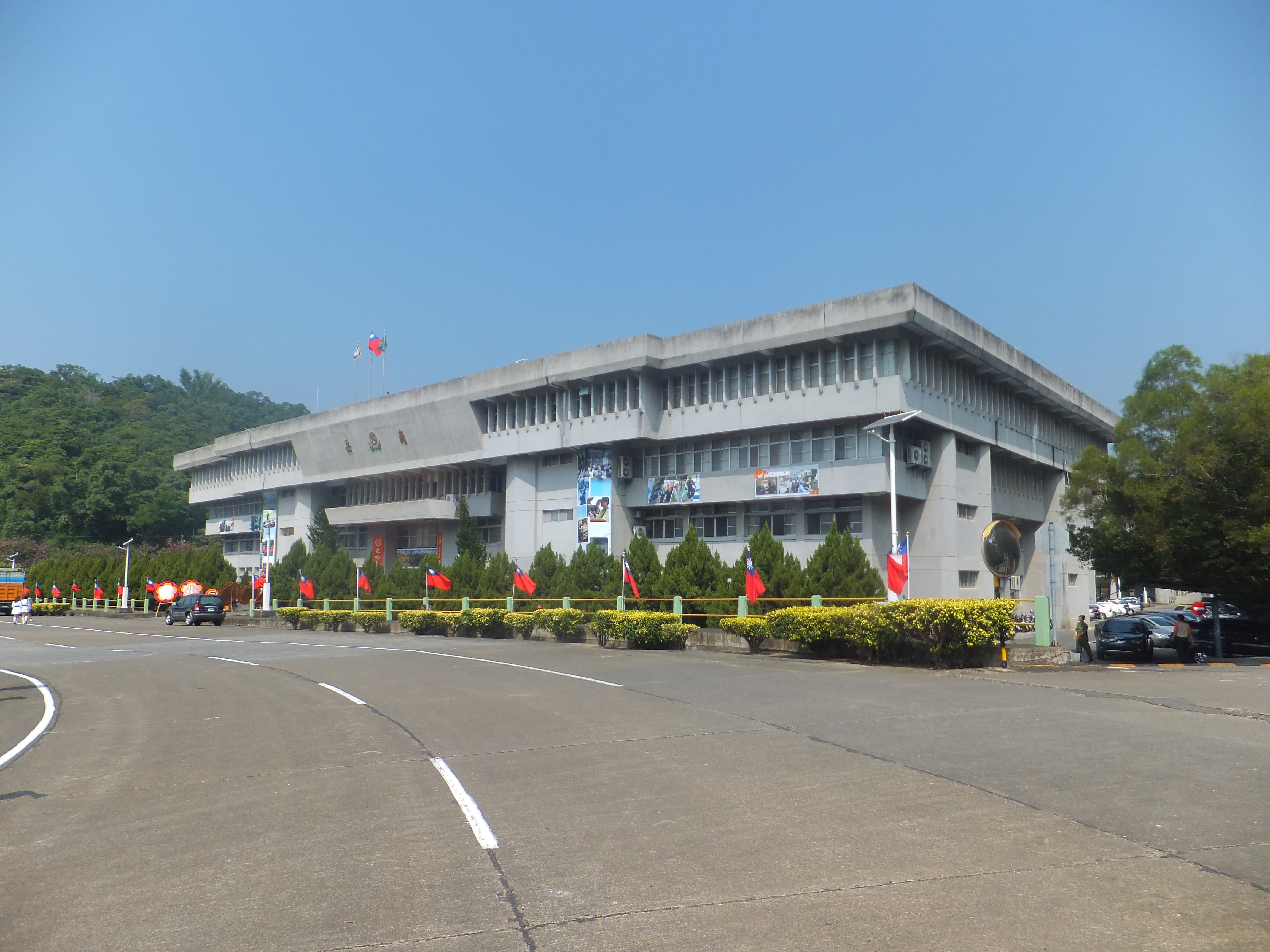
兵整中心工務大樓。

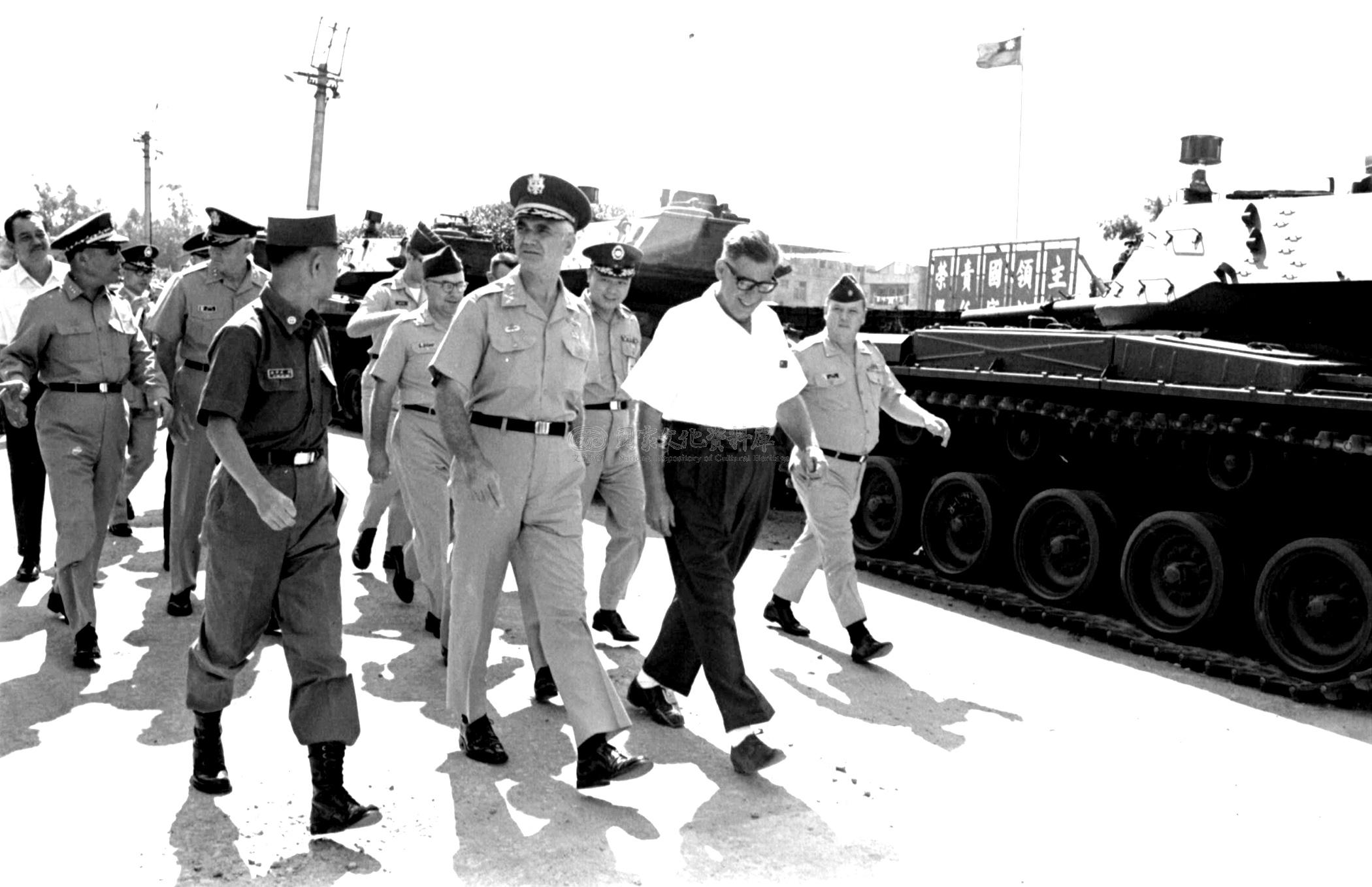
1970年7月18日，美國陸軍參謀長威廉·魏摩蘭上將，前往台中參觀特種戰車修理基地

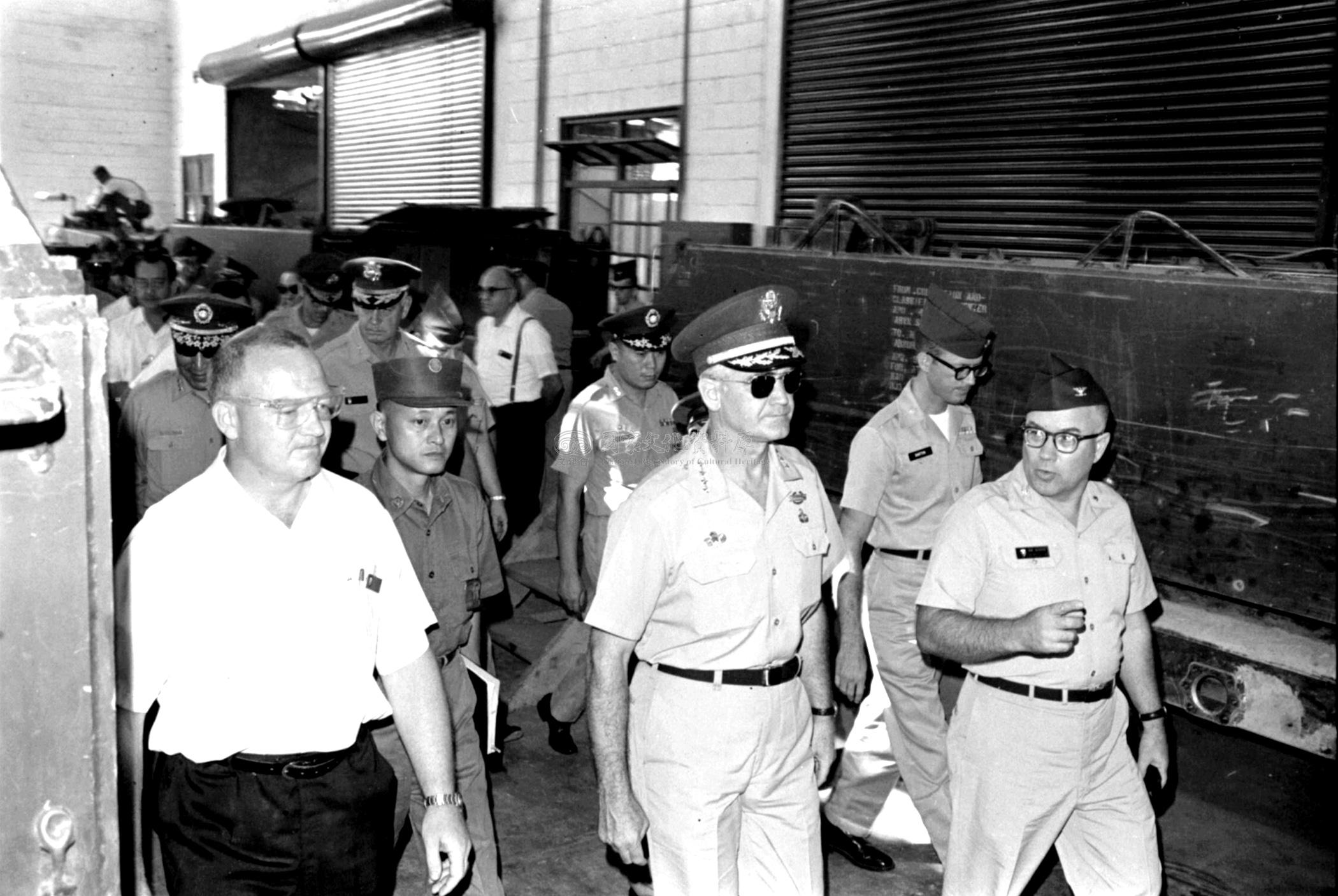
1970年7月18日，美國陸軍參謀長威廉·魏摩蘭上將，前往台中參觀特種戰車修理基地

陸軍兵工整備發展中心（簡稱兵整中心）為中華民國陸軍後勤指揮部設置在南投縣集集鎮的轄下軍事單位，負責裝甲車輛的研發、生產、維修以及陸軍武器裝備維修業務。主任少將編階。每年五月到六月其中一天週末會開放民眾參觀。

## 沿革
- 1990年代初，陸軍總司令部為了整合當時分散各地的陸軍裝甲車生產保修能量，將戰甲車發展中心、（臺北）武器基地勤務處、（臺中）戰車基地勤務處、（臺南）兵工配件製造廠整併至南投縣集集鎮岳崗營區。調整後的陸軍兵工整備發展中心隸屬陸軍總司令部，整併案於1992年8月1日發布、同年10月16日完成，最高負責人為主任（少將缺）。
- 1999年，因精實案將「陸軍兵工整備發展中心一廠」轉隸屬於聯勤總部，改名為「聯勤武器基地勤務處」。
- 2005年精進案後，兵整中心所有單位轉隸聯勤管轄，更名為聯勤兵工整備發展中心，聯勤並將原本分離的「武器基地勤務廠」（武基廠）以及「化學基地勤務廠」（化基廠）合併為「聯勤兵工整備發展中心武化翻修廠」。
- 2006年至2007年的精進案第二階段時，兵整中心再納入「傘具製配廠」（傘製廠）與「工兵裝備基地勤務廠」（工基廠）之業務，整合了中華民國陸軍裝甲車輛大部分的生產維修與重裝備保固能量，但是不負責零件生產，大部分零件皆發包至外地工廠製作，兵整僅進行最終加工與組裝工作。目前兵整車輛產能維持四條生產線，每年最高產量約50輛裝甲作戰載具。
- 2011年12月28日，兵整中心生產製造廠、研發整合處、傘具製造所移編國防部軍備局，編成「國防部軍備局生產製造中心第209廠」，廠長為上校階。
- 2012年12月28日因應國防部組織調整，聯勤司令部裁撤整併陸軍司令部，與陸軍保修指揮部整編為「陸軍後勤指揮部」，名稱恢復為陸軍兵工整備發展中心。

## 生產裝備

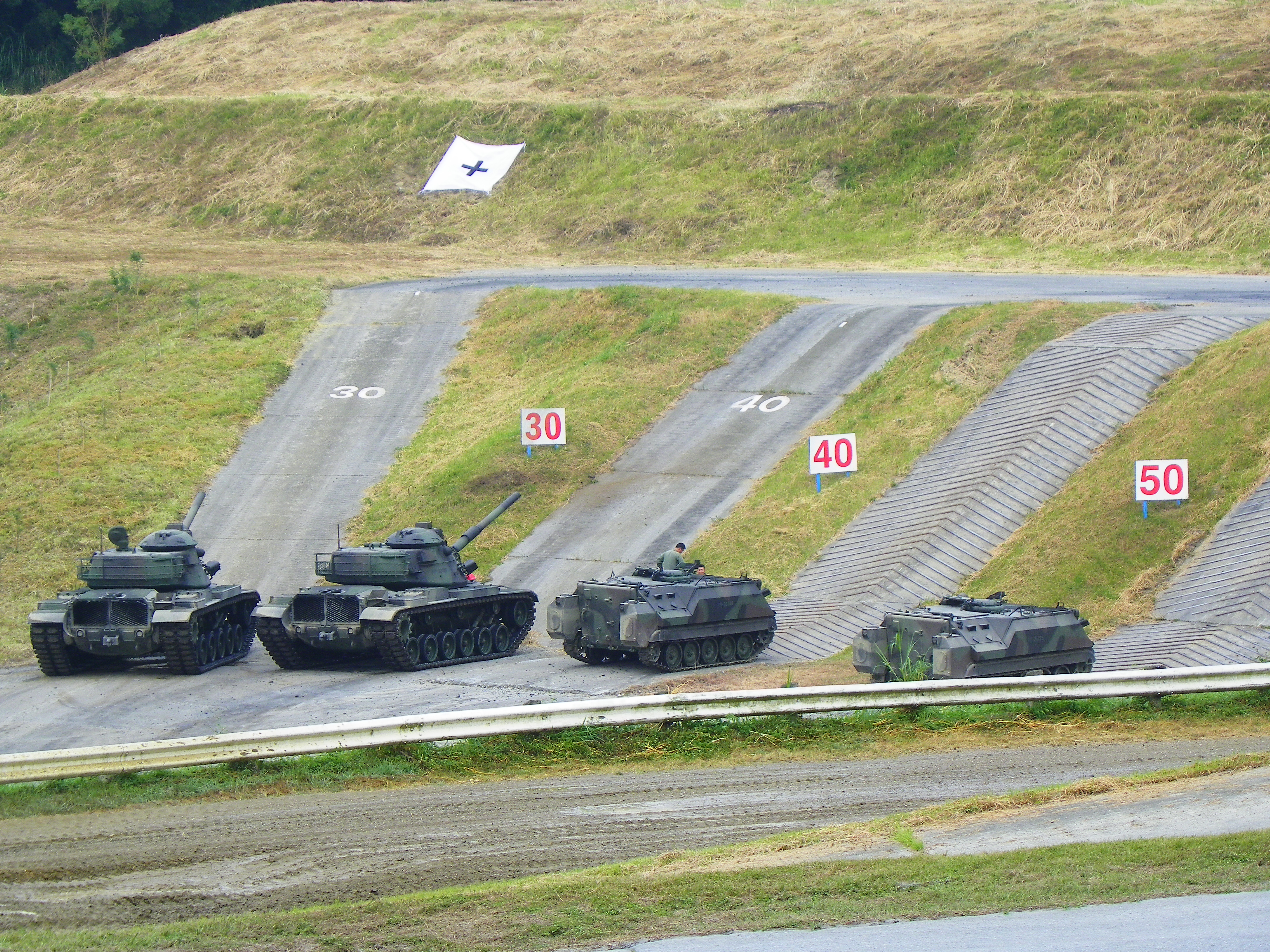
M60A3和CM21爬坡測試1

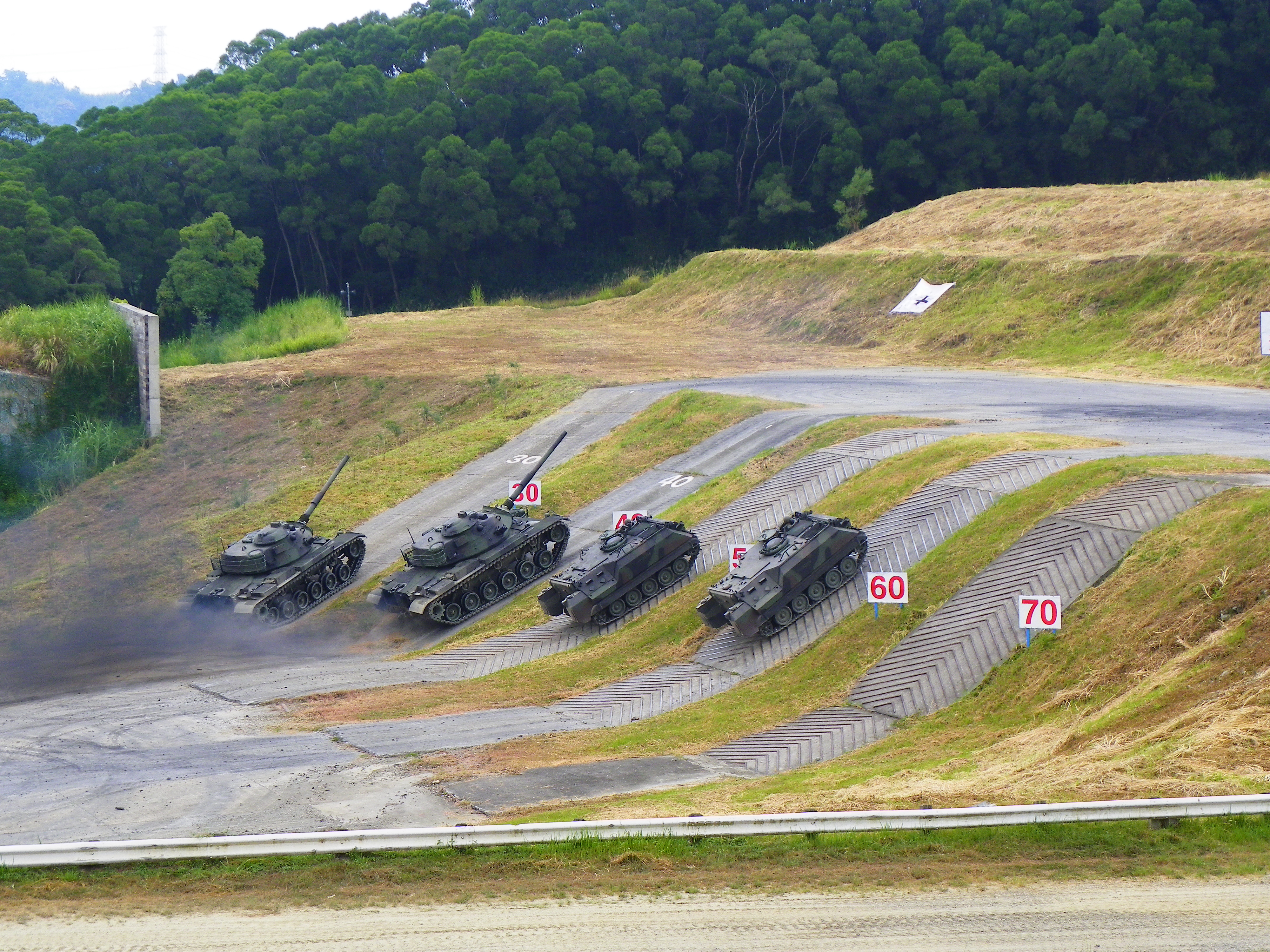
M60A3和CM21爬坡測試2

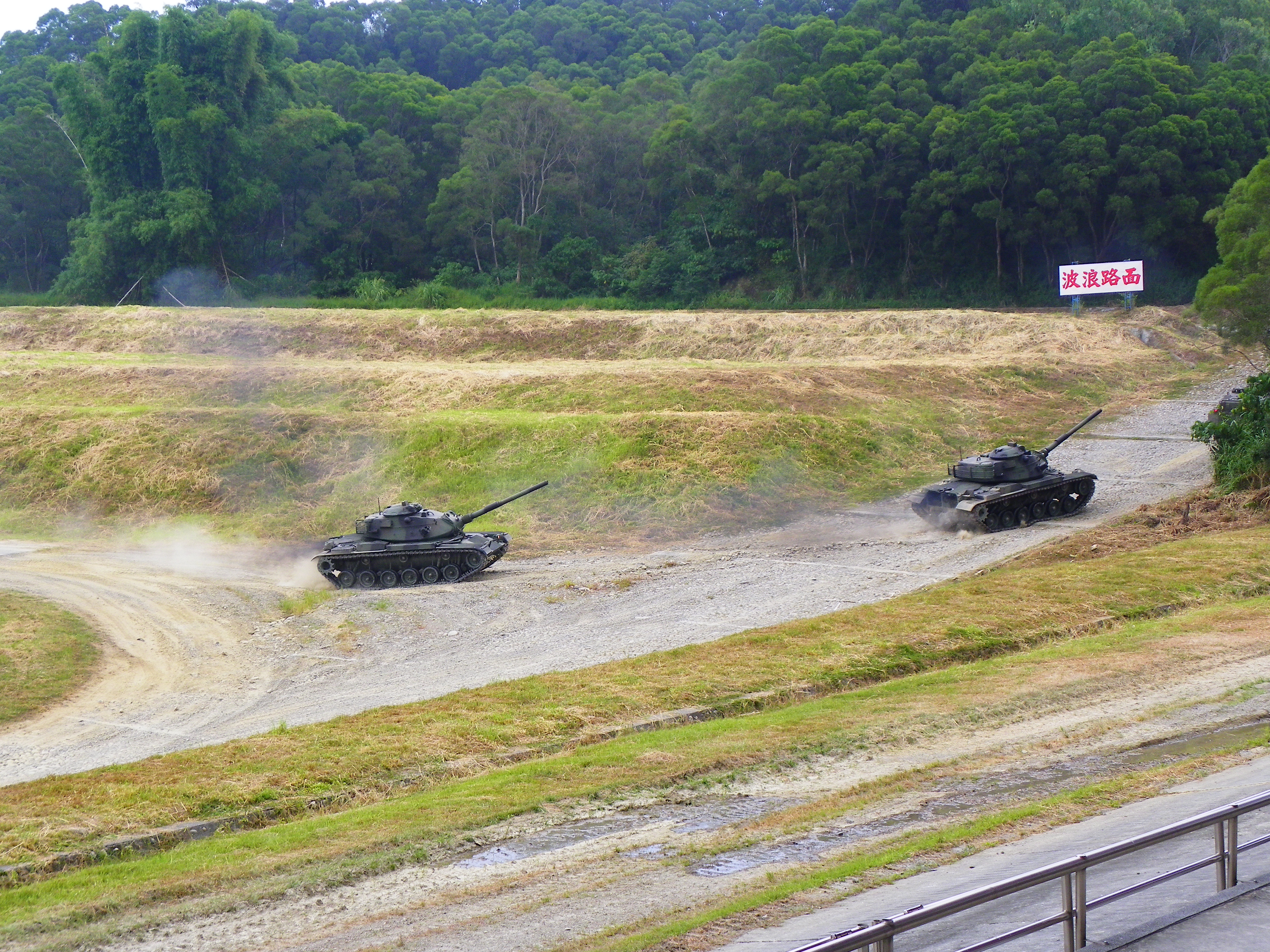
波浪路

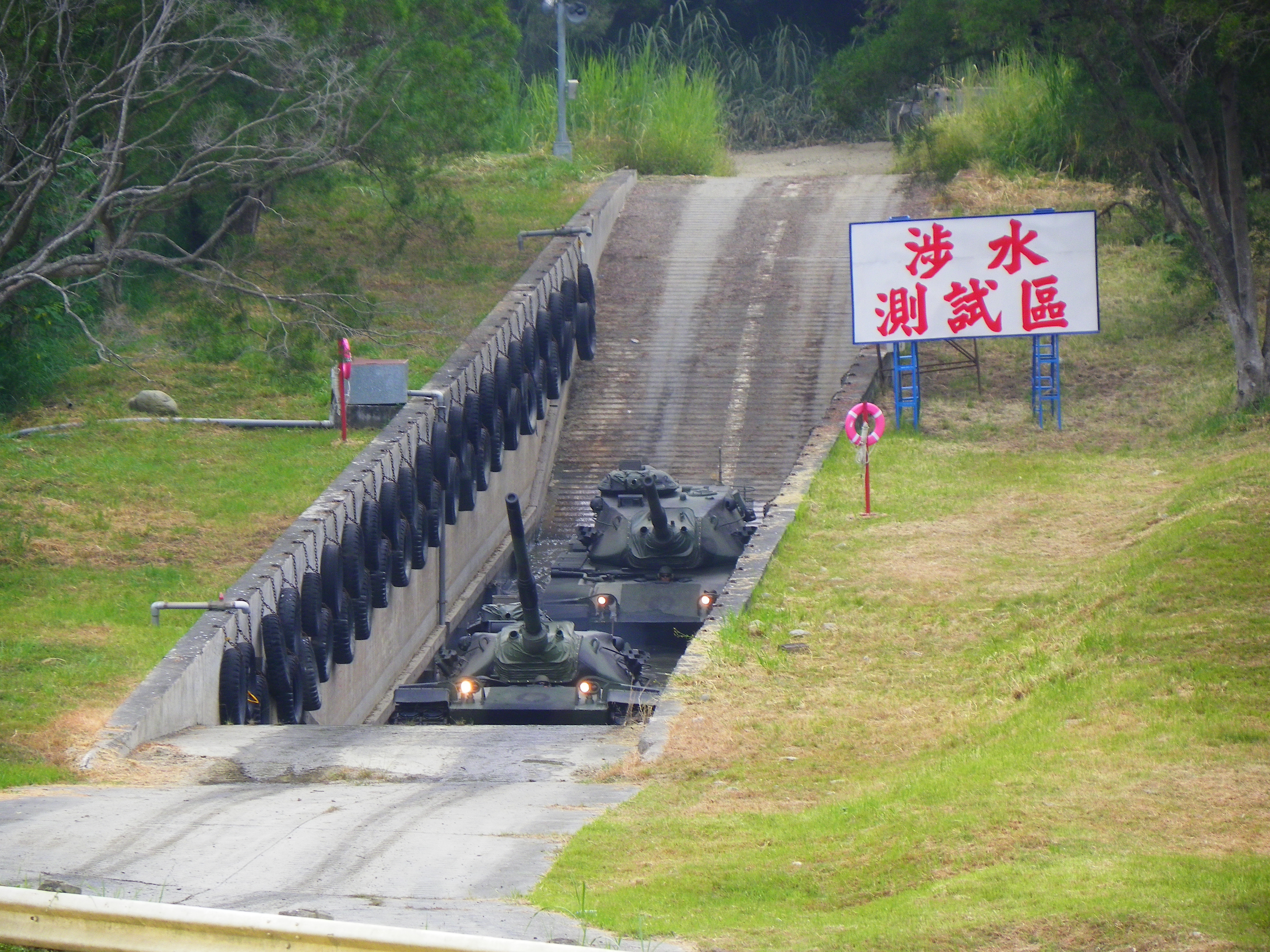
M60A3涉水

| 車輛類型   | 名稱              | 生產時間        | 產量       |
| ---------- | ----------------- | --------------- | ---------- |
| 裝甲運兵車 | CM-21             | 1981-2006       | 1000輛以上 |
| 主力戰車   | CM-11“勇虎”       | 1989-1994       | 450        |
| 主力戰車   | CM-12             | ?-1994          | 100        |
| 裝甲運兵車 | CM-31             | 1992-1993       | 2          |
| 輕戰車     | M41D              | 1994-1996       | 50         |
| 裝甲運兵車 | CM-32/33/34“雲豹” | 2002-2009 2011- | 預定1009   |

## 歷任兵整中心主任少將
| 圖片 | 姓名   | 軍種軍階 | 任期時間                     | 備註                                                 |
| ---- | ------ | -------- | ---------------------------- | ---------------------------------------------------- |
|      | 張廷楷 | 陸軍少將 |                              |                                                      |
|      | 王蘊申 | 陸軍少將 |                              |                                                      |
|      | 喬元雷 | 陸軍少將 |                              |                                                      |
|      | 尤之堅 | 陸軍少將 |                              |                                                      |
|      | 劉清翔 | 陸軍少將 |                              |                                                      |
|      | 林立才 | 陸軍少將 |                              |                                                      |
|      | 陳生在 | 陸軍少將 | 2011年－??年                 | 末代聯勤兵整中心主任；陸勤部參謀長；調任陸軍副參謀長 |
|      | 洪金順 | 陸軍少將 | 2014年-2018年8月2日          | 2023.8.1退伍                                         |
|      | 洪虎焱 | 陸軍少將 | 2018年8月2日-2020年          | 2023.07.01接陸勤部指揮官                             |
|      | 巫道安 | 陸軍少將 | 2020年1月14日至2023年10月1日 | 2023年10月1日退役                                    |
|      | 張菘輔 | 陸軍少將 | 2023年10月1日至今            |                                                      |

## 外部連結
- 兵整中心官方介紹[永久]